# Біч-Остаткі
Біч-Остаткі (пол. Bicz-Ostatki) — село в Польщі, у гміні Старе Място Конінського повіту Великопольського воєводства.
У 1975-1998 роках село належало до Конінського воєводства.